# Jan Rutgersius
 (septembre 2019).
Si vous disposez d'ouvrages ou d'articles de référence ou si vous connaissez des sites web de qualité traitant du thème abordé ici, merci de compléter l'article en donnant les références utiles à sa vérifiabilité et en les liant à la section « Notes et références ».
Jan Rutgers, dit Janus Rutgersius, né le 28 aout 1589 à Dordrecht et mort le 26 octobre 1625 à La Haye, est un juriste, poète, philologue et diplomate néerlandais.

## Biographie
Né dans une famille noble qui lui fit donner une excellente éducation, il eut pour premier maitre Vossius, puis Dominique Baudier, Scaliger et Heinsius à l’université de Leyde, et termina ses études en France, à l’université d'Orléans où il obtint sa licence en droit. Il était avocat à La Haye depuis 1613, lorsqu’il suivit, l’année suivante, Jacob van Dijck, l’ambassadeur de Suède à Stockholm. Plus tard, il accompagna en Livonie le chancelier Oxenstierna, qui le présenta lui-même à Gustave-Adolphe, alors en guerre contre les Russes. Ce prince lui conféra le titre de conseiller d'État et le nomma ambassadeur plénipotentiaire près les États généraux des Provinces-Unies, pour continuer les négociations que la Suède avait entamées avec la Hollande, et que Rutgers termina heureusement. En 1619, le roi le fit inscrire sur le livre de la noblesse, et lui donna un collier d’or d’une grande valeur. Au milieu de ses fonctions, Rutgers cultiva toujours les lettres. À sa mort, alors qu’il était jeune encore, survenue lors de son cinquième retour en Hollande, ses archives furent transférées en Suède et sa vaste bibliothèque vendue aux enchères. L’érudit et diplomate Nicolas Heinsius était son neveu.

## Publications
Outre des Notes sur plusieurs classiques latins, on a de lui :
- Variarum lectionum libri, Leyde, 1618.Il s’agit de notes sur plusieurs classiques latins.
- Poemata, Leyde, 1653, in-12, à la suite des Poésies de Nicolas Heinsius, son neveu.Ces poésies, en assez petit nombre, sont précédées de la Vie de l’auteur, écrite par lui-même jusqu’à 1625, et qui avait déjà paru par les soins d’un autre neveu, Willem Van Der Goes, Leyde, 1646, in-4°; cette biographie a été insérée dans les Vitæ selectæ eruditissimorum virorum, Breslau, 1711, in-8°.
- Lectiones Venusinae.Il s’agit de remarques sur Horace (qui était natif de Venouse).
- Glossarium graecum nunc penitùs restitutum, origini suæ vindicatum atque annotationibus illustratum, Wittemberg, 1729, in-8°, publiée par Friedrich Strunz (de).

## Sources
- « Jan Rutgersius », dans Louis-Gabriel Michaud, Biographie universelle ancienne et moderne : histoire par ordre alphabétique de la vie publique et privée de tous les hommes avec la collaboration de plus de 300 savants et littérateurs français ou étrangers, 2e édition, 1843-1865 [détail de l’édition]